# Rueben Randle
Pour les articles homonymes, voir Randle.
(en) Statistiques sur pro-football-reference
Rueben Randle, né le 7 mai 1991 à Bastrop, est un joueur américain de football américain.
Ce wide receiver a joué en National Football League (NFL) pour les Giants de New York de 2012 à 2015.